# Новооржицьке
Новооржицьке — селище, центр Новооржицької селищної громади Лубенського району Полтавської області України. Населення — 1891 осіб (2001).

## Географічне розташування
Селище міського типу Новооржицьке знаходиться на лівому березі річки В'язівець, яка через 2 км впадає в річку Сліпорід, вище за течією на відстані 2,5 км розташоване село Макарівщина, нижче за течією примикає село Новоселівка, на протилежному березі — село Воронинці. На річці зроблена невелика загата.
Розташоване за 35 км від колишнього райцентру та за 8 км від залізничної станції Вила та автотраси Київ — Харків.

## Історія
Виникло під час будівництва Оржицького цукрового заводу, яке розпочато в 1975 р. Став до ладу 17.XII.1978 р.
Рішенням Полтавського облвиконкому від 14 листопада 1979 р. в облікові дані внесено селище Новооржицьке Оржицького району як селище міського типу, утворено Новооржицьку селищну раду.

## Політика

### Парламентські вибори, 2019
На позачергових парламентських виборах 2019 року у селищі функціонувала окрема виборча дільниця № 530657, розташована у приміщенні будинку культури.
Результати
- зареєстровано 1393 виборці, явка 50,61 %, найбільше голосів віддано за «Слугу народу» — 53,22 %, за Всеукраїнське об'єднання «Батьківщина» — 10,73 %, за «Європейську Солідарність» — 6,72 %.[2] В одномандатному окрузі найбільше голосів отримала Анастасія Ляшенко (Слуга народу) — 31,37 %, за Фахраддіна Мухтарова (самовисування) — 16,64 %, за Костянтина Іщейкіна (самовисування) — 15,76 %[3].

## Економіка
- ТОВ «Новооржицький цукровий завод». Потужність заводу: переробка 9-12 тис. тонн цукрових буряків на добу. Крім цукру, виробляє сухий і гранульований жом.

## Об'єкти соціальної сфери
У селищі десять 60-квартирних будинків, гуртожиток, Новооржицька ЗОШ І-ІІІ ступенів, торговий комплекс, їдальня, готель, бібліотека, перукарня, пошта, дитсадок на 280 місць, фельдшерсько-акушерський пункт.

## Пам'ятки
- Пам'ятний знак учасникам ліквідації аварії на ЧАЕС та учасникам бойових дій в Афганістані (2012);

## Персоналії
- Товстоп'ят Борис Григорович (1947) — новооржицький художник, народився 4 серпня 1947 року у Прилуках в сім"ї робітників. Три роки відвідував місцеву художню студію. Потім навчався в Київському інституті харчових технологій, служив у армії, працював на Дніпропетровщині. Від 1978 року — заступник головного інженера на Оржицькому цукровому заводі. Малював завжди, бо, як говорив: «…Коли малюю, відчуваю задоволення своєю працею». У селищі було три виставки картин Бориса (2000—2002 рр.). Більшість картин зберігаються вдома, три картини художник подарував школі, а дві — Оржицькому краєзнавчому музею. Серед полотен: «Кобзар», «Вітряк», «Селянська хата», «Богодарівська церква».
- Хоружа Валентина Андріївна (1958) — авторка збірки віршів «Зорепад душі»(2001 р.). Народилася 24 січня 1958 року в селі Клепачі Лубенського району. Закінчила філологічний факультет Полтавського педінституту. Творчу практику вона почала ще школяркою. 1973 року в «Лубенщині» з'явилися її дебютні вірші. Потім вона друкувалася і в Лубенській, і в Оржицькій районках, в обласних газетах «Молода гвардія», «Цілком відверто», «Педагогічний вісник», в «Літературній Полтавщині», у журналі «Імідж сучасного педагога» та ін. Основна тематика і образна система — любов до рідної землі, її природи, краса людських взаємин і почуттів, у першу чергу кохання. Працювала у школі.
- Конопльов Андрій Анатолійович (1977—2015) — старший сержант Збройних сил України, учасник російсько-української війни 2014—2017 років.